# Emily Andras
Emily Andras es una escritora y productora canadiense. Es conocida por ser la creadora de la serie de televisión Wynonna Earp y por ser la productora ejecutiva y showrunner de las temporadas 3 y 4 de Lost Girl.

## Biografía
Andras nació en Boston, Massachusetts, Estados Unidos y creció en Calgary, Alberta, Canadá. Se graduó en la Queen's University en Kingston (Ontario) y obtuvo un grado en Artes Aplicadas (Radio y Televisión) en la RTA School of Media de la Universidad de Ryerson en Toronto.

## Carrera
Andras asumió el rol de productora ejecutiva y showrunner en Instant Star después de ser una de las escritoras de la serie. En 2008 fue nominada al Mejor Guion en una Serie Infantil o Adolescente en los Premios Gemini gracias al episodio "Like A Virgin".
Andras trabajó como escritora y productora consultora en las dos primeras temporadas de Lost Girl, showrunner y productora ejecutiva en las temporadas 3 y 4 y de nuevo productora consultora en la última temporada. En 2013 fue nominada al Mejor Guion de una Serie Dramática de los Canadian Screen Awards (CSA) por el episodio "Into de Dark" de la segunda temporada de la serie.
Tras su trabajo en Lost Girl, Andras creó Wynonna Earp. Fue nominada al Mejor Guion de una Serie Dramática de los CSA gracias al episodio piloto "Purgatory" y ganó el CSA a Mejor Proyecto-Ficción por Wynonna Earp Interactive en 2017. En 2018 fue de nuevo nominada al Mejor Guion de una Serie Dramática de los CSA por el episodio "I Hope You Dance y en 2019 recibió el WGC Showrunner Award otorgado por el Writers Guild of Canada.

## Filmografía

### Televisión
| Año           | Título                                 | Escritora | Productora | Showrunner | Notas                                                         |
| ------------- | -------------------------------------- | --------- | ---------- | ---------- | ------------------------------------------------------------- |
| 1997          | Uh Oh!                                 | Sí        |            |            |                                                               |
| 2000          | Our Hero                               | Sí        |            |            | 1 episodio                                                    |
| 2005-2008     | Instant Star                           | Sí        | Sí         | Sí         | Escritora de 13 episodios                                     |
| 2006          | 11 Cameras                             | Sí        |            |            |                                                               |
| 2008          | Sophie                                 | Sí        |            |            | 1 episodio                                                    |
| 2008-2009     | Degrassi: The Next Generation          | Sí        |            |            | 3 episodios                                                   |
| 2009          | St. Brigid's Medical                   |           | Sí         |            |                                                               |
| 2009-2010     | Drama Total                            | Sí        |            |            | 2 episodios                                                   |
| 2010          | Degrassi Takes Manhattan               | Sí        |            |            | Película de televisión                                        |
| 2010-2015     | Lost Girl                              | Sí        | Sí         | Sí         | Escritora de 13 episodios; showrunner de las temporadas 3 y 4 |
| 2011          | King                                   | Sí        | Sí         |            | Escritora de 2 episodios                                      |
| 2013          | Lost Girl: ConFAEdential               |           | Sí         |            | Especial de televisión                                        |
| 2013          | Lost Girl: An Evening at the Clubhouse |           | Sí         |            | Especial de televisión                                        |
| 2015          | Killjoys                               | Sí        | Sí         |            | Escritora de 2 episodios                                      |
| 2016-presente | Wynonna Earp                           | Sí        | Sí         | Sí         | Creadora; escritora de 11 episodios                           |